# Technischer Regulierungsstandard
Ein Technischer Regulierungsstandard ist ein EU-Rechtsakt. Die englische Bezeichnung lautet Regulatory Technical Standard. Auch im Deutschen wird häufig die Abkürzung RTS verwendet.
Während EU-Verordnungen und EU-Richtlinien Rechtsakte auf Ebene 1 (englisch: Level-1) und somit auf höchster Ebene sind, stellt ein RTS einen Rechtsakt auf Ebene 2 (englisch: Level-2) dar. Die allgemeine Rechtsgrundlage für diesen Ansatz ist Artikel 290 des Vertrags über die Arbeitsweise der Europäischen Union. Ein RTS verfeinert bzw. konkretisiert den Rechtsakt der Ebene 1 und ist mit einer Umsetzungsverordnung des deutschen Rechts vergleichbar. Häufig werden RTS deshalb auch Level-2-Verordnung bzw. Level-2-Richtlinie genannt, da sie einen Level-1-Rechtsakt ergänzen bzw. präzisieren.
Eine EU-Verordnung bzw. EU-Richtlinie kann keinen, einen oder mehrere zugehörige RTS haben, was von der Komplexität des Themas und vom Präzisierungsbedarfs abhängt.
Neben RTS können auch ITS (Implementing Technical Standard / deutsch: Technischer Durchführungsstandard) eine EU-Verordnung bzw. eine EU-Richtlinie präzisisieren.